# 聯旺集團
聯旺集團控股有限公司，簡稱聯旺集團控股，以及聯旺集團（英語：LUEN WONG GROUP HOLDINGS LIMITED，港交所：8217），在1998年，由主席黃智果，以及行政總裁黃永華，於香港（總部）成立「聯興創建工程有限公司」。
業務在香港承接土木建築工程，包括道路及排水工程、結構工程及地盤平整工程。
股份在2016年4月12日於香港交易所創業板上市。集資額為3570萬港元，配售股份價格為0.26港元，配售股份數目為3.12億股，其中50.4%擬用於購入地盤設備、21.2%用作進一步增強人力、19.1%用作償還銀行借款及融資租賃。
聯旺集團其中一名執行董事黃永華，為香港女藝人黃翠如的父親，於股份上市當日，黃翠如亦到港交所出席上市儀式。
當消息傳出指黃翠如賺了不少資金，但是黃翠如指出，對股票投資來說不認識，也從沒有進帳上述該父親公司。
2018年4月17日，黃永華辭任行政總裁、執行董事等職。

## 外部連結
- luenwong.hk[]